# 랜드로버 레인지 로버
랜드로버 레인지 로버(Land Rover Range Rover)는 영국 랜드로버에서 제작한 하이엔드 럭셔리 대형 스포츠 유틸리티 자동차이다.

## 1세대(Classic)

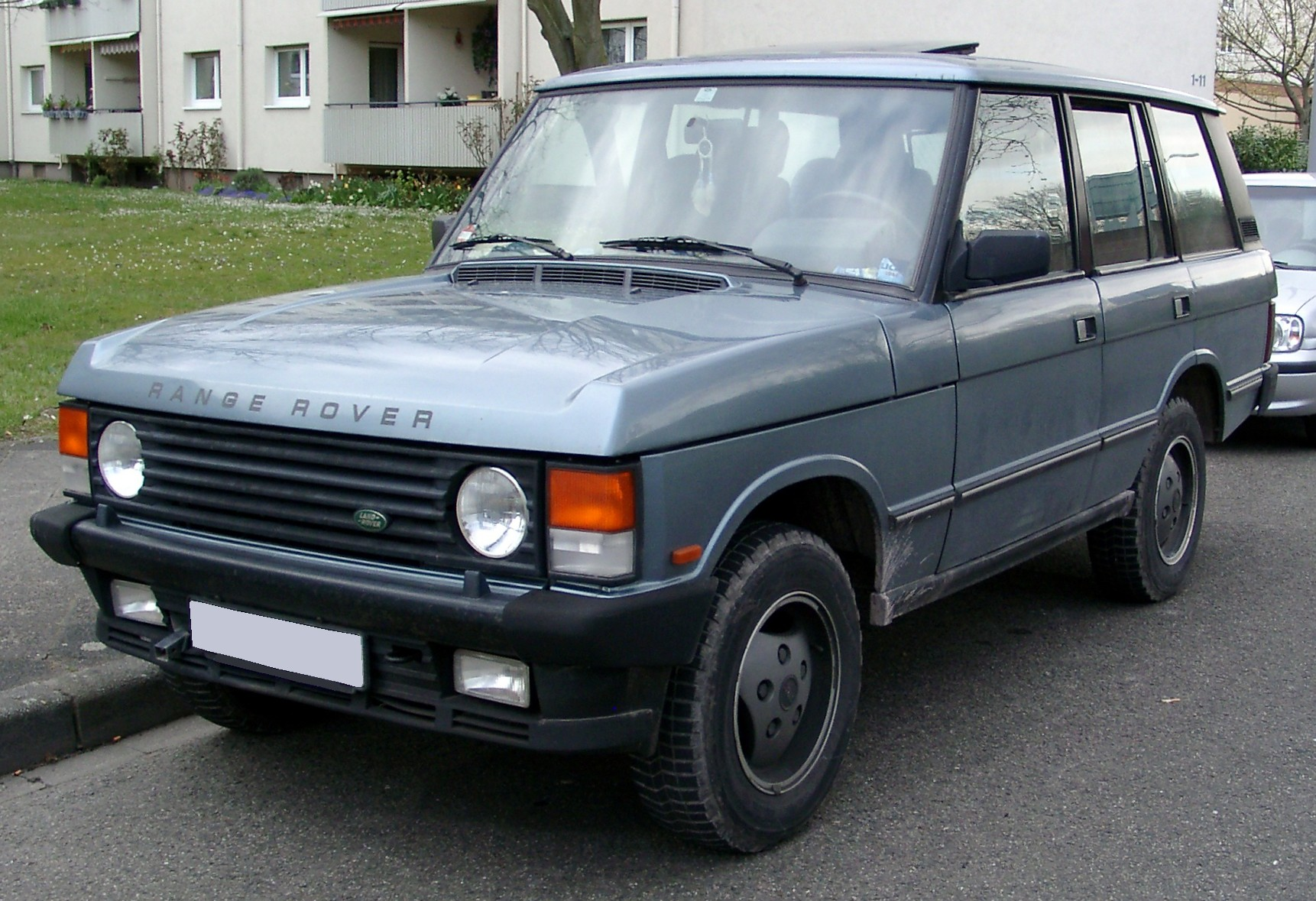
랜드로버 레인지 로버 정측면

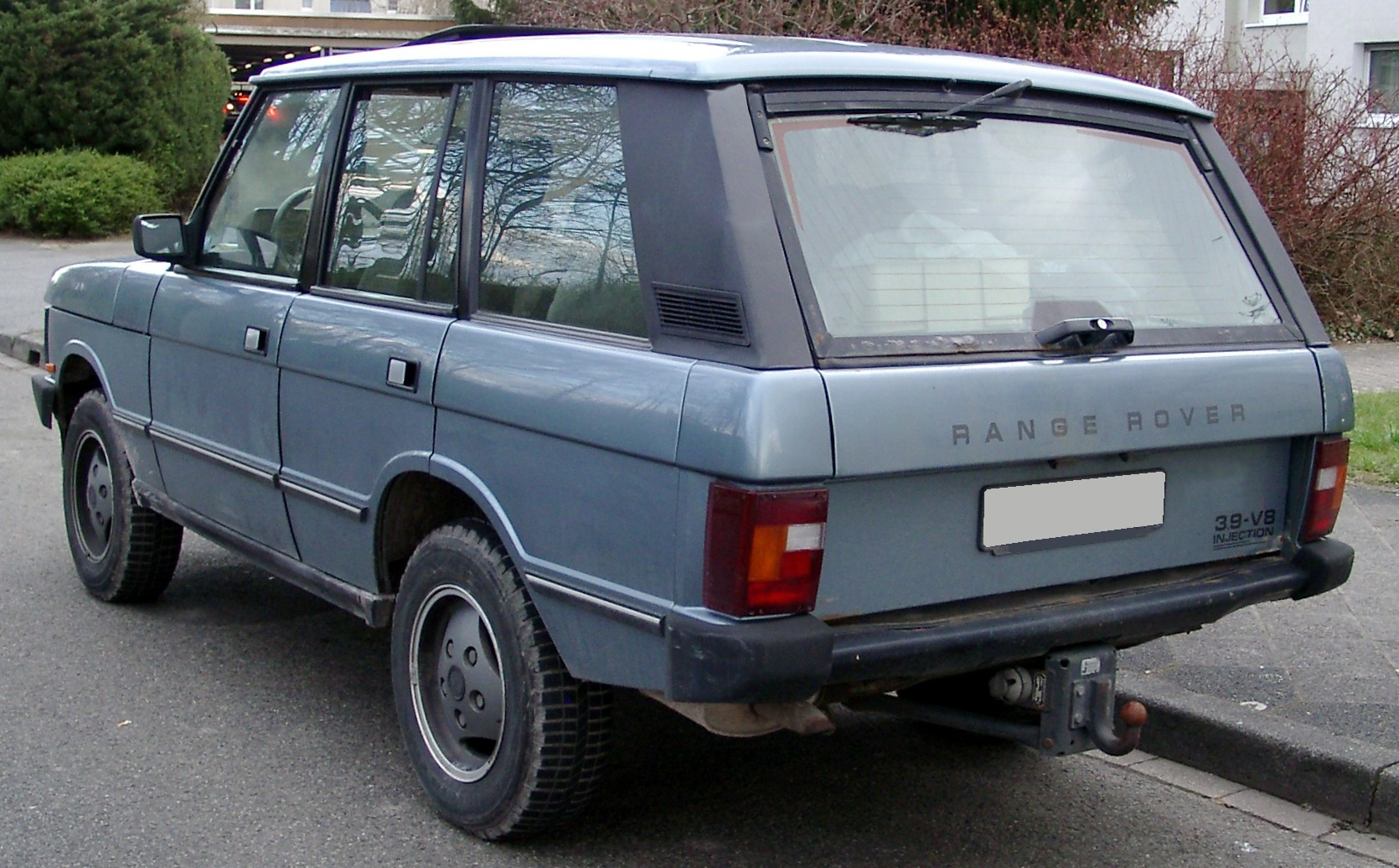
랜드로버 레인지 로버 후측면

1967년에 찰스 스펜서 킹의 담당으로 100인치 스테이션 왜건 개발 프로젝트가 진행되었고, 1970년에 런칭하였다. 지속적인 기술 개발 덕분에 25년이라는 긴 시간 동안 판매되었으며, 역대 레인지 로버 시리즈 중 최장수 판매 세대로 알려져 있다. 뷰익-로버 V8 3.5ℓ와 3.9ℓ, 4.2ℓ 등 3가지 가솔린 엔진과 VM모토리제 2.4ℓ, 2.5ℓ 디젤 엔진 등 총 5가지 라인업으로 구성되었다. 당시 뷰익-로버 V8 엔진은 135마력(3.5ℓ 기준)으로 디튠되어 있었으며, 섀시가 테일 게이트를 제외하고 대부분의 재질을 알루미늄으로 사용하여 뛰어난 성능으로 전 세계 시장에서 주목을 받았다. 1981년에 영국 솔리헐 공장이 현대화됨에 따라 4도어가 출시되었으며, 1984년에는 기존 판매되던 2도어가 단종되었다. 또한 코널리 가죽과 호두 나무 패널을 사용한 럭셔리 트림인 보그가 발표되었다. 1990년에 디젤 엔진이 VM 모토리의 유닛에서 자체개발 엔진으로 바뀌었으며, 당시 엔진 라인업은 무려 8가지였다. 1994년에 2세대가 등장한 후에도 병행 판매하다가 1995년에 단종되었다.
대한민국에는 1990년대 초에 인치케이프를 통해 디스커버리와 함께 들어왔다.

## 2세대(P38A)

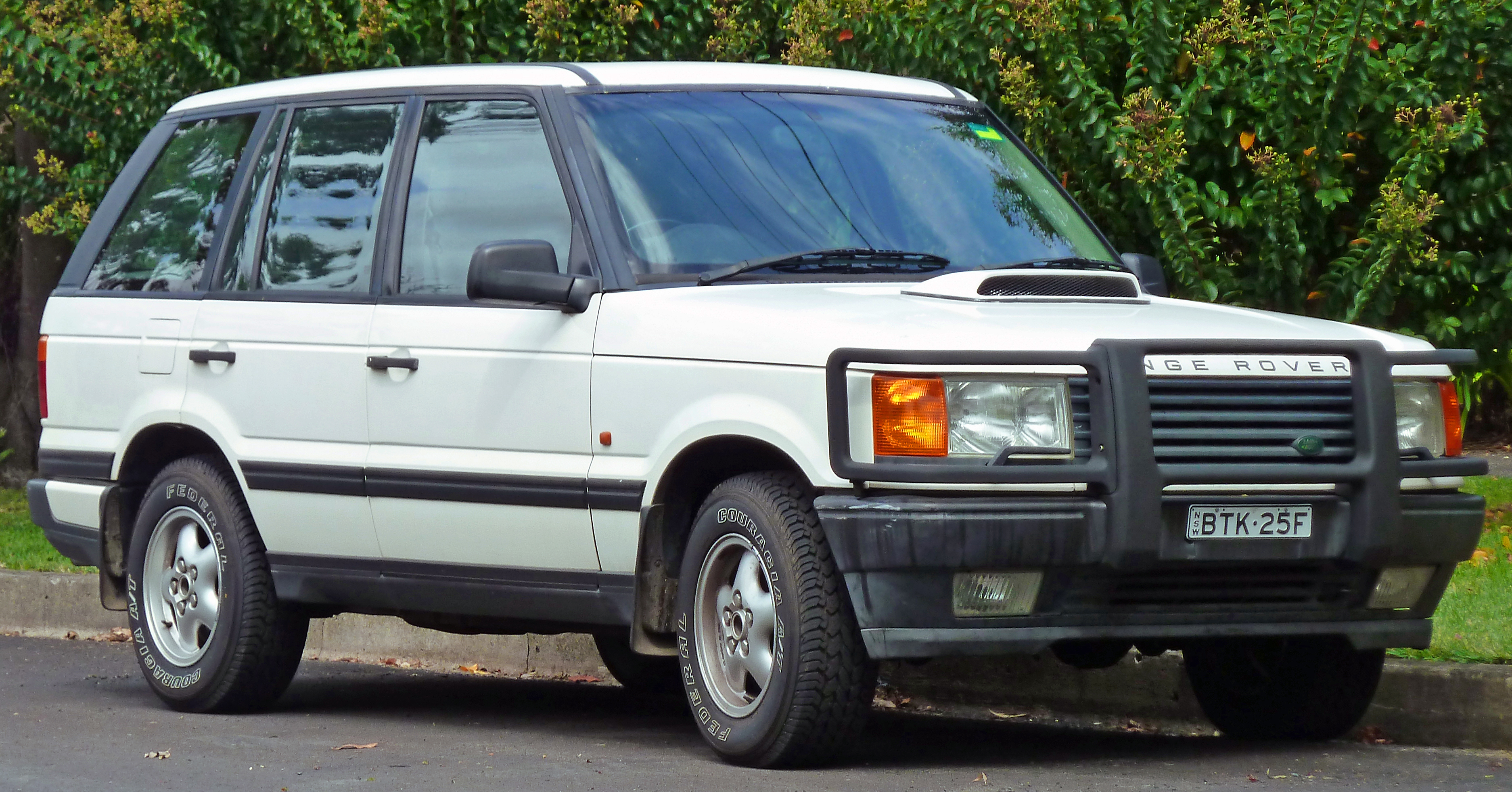
랜드로버 레인지 로버(전기형) 정측면

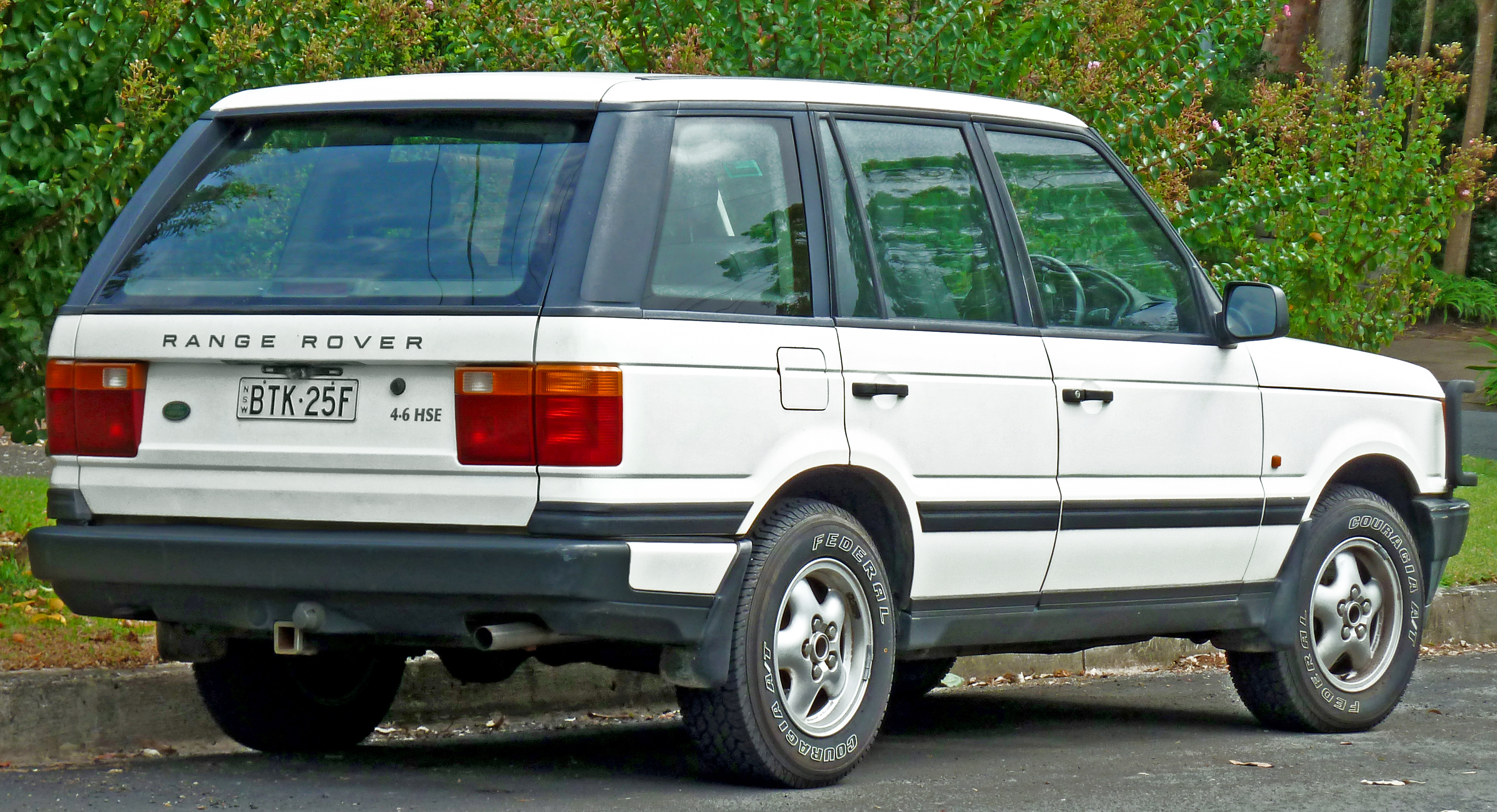
랜드로버 레인지 로버(전기형) 후측면

1994년에 출시되어 2002년까지 판매했다. 로버가 BMW에 넘어가면서 선보인 세대이며, 아직도 대중들에게 레인지로버 하면 떠오르는 차가 2세대다. V8 4.0ℓ, 4.6ℓ OHV 가솔린 엔진, 직렬 4기통 2.5ℓ 터보 디젤 엔진 등 3가지 엔진이 장착되었고, 차량 중량은 이전보다 더 무거워진 2,115kg~2,220kg이었다. 자동변속기는 특유의 H-게이트를 장착해서 4H와 4L을 변환하는 기능을 겸했다. 출시 당시에는 ABS, TCS, 듀얼 에어백, 파워 시트, 전동식 선루프 등 고급 사양들을 대거 채용하여 럭셔리 SUV의 명성을 끌어올렸다. 1998년에는 부분 변경을 통해 시그널 등이 호박색에서 투명색으로 바뀌는 등의 변화가 있었다. 한편 BMW는 로버를 인수한 후 레인지로버의 기술을 차용하였고, 이를 통하여 1999년에 5시리즈의 플랫폼을 기반으로 내놓은 SUV가 바로 X5다. 레인지로버의 리어 해치도어는 아래위로 열리는 "클램 쉘 리어 게이트"(스플릿 게이트)인데, 레인지로버를 참고했던 1세대 X5도 클램 쉘 리어 게이트를 장착했다. 롤스로이스의 첫 SUV인 컬리넌 역시 클램 쉘 리어 게이트를 장착했고, 링컨 내비게이터도 5세대부터 클램 쉘 리어 게이트를 처음으로 적용했다.
1세대처럼 대한민국에는 출시 초기에는 인치케이프를 통해 들어오다가 랜드로버가 BMW에 넘어간 후에는 BMW코리아로 판매권이 넘어갔고, 랜드로버가 BMW에서 포드에 넘어간 후에는 PAG코리아로 판매권을 이관했다. 대한민국에는 V8 4.0리터 OHV 가솔린 모델만 들어왔다.

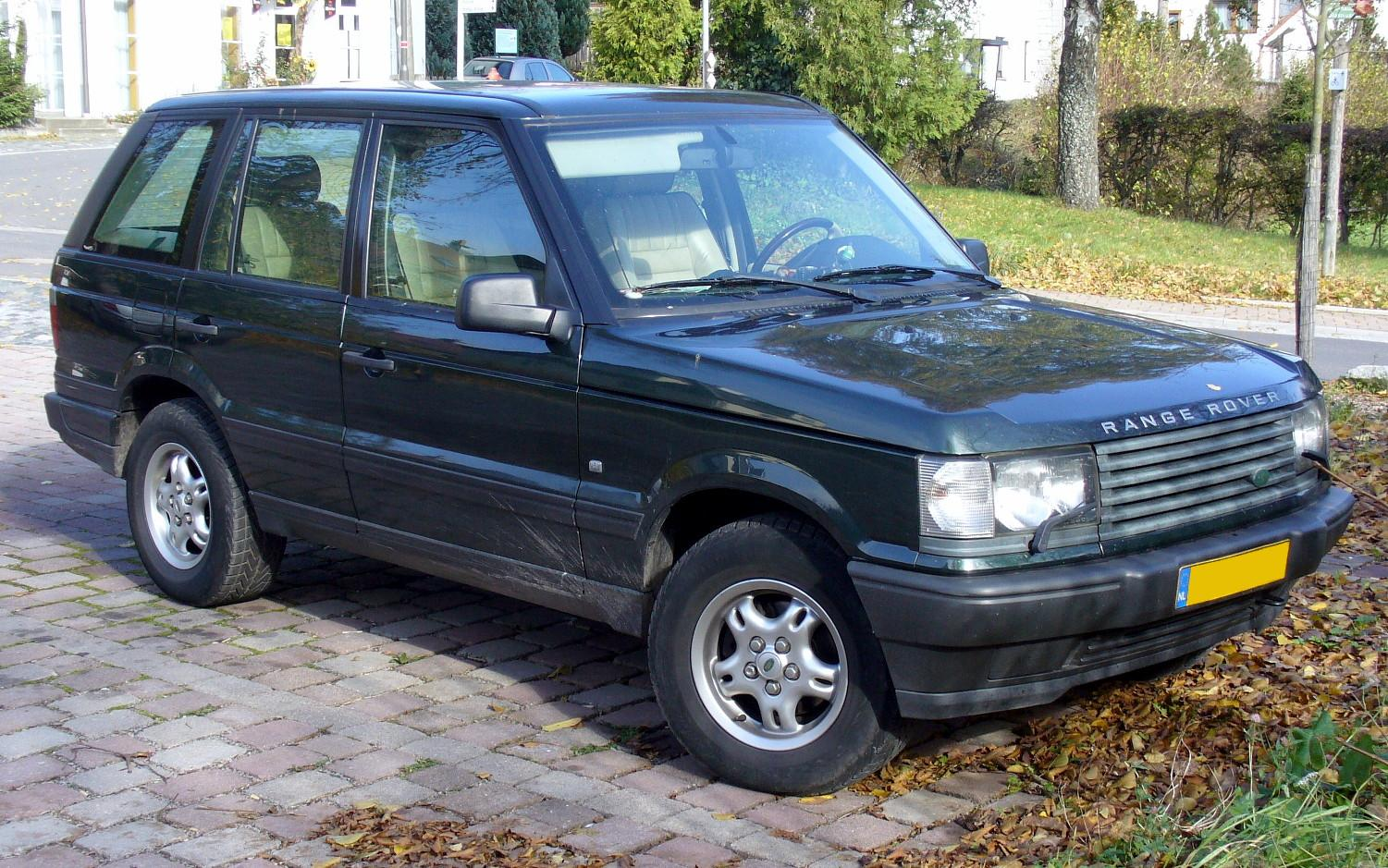
랜드로버 레인지 로버(후기형) 정측면
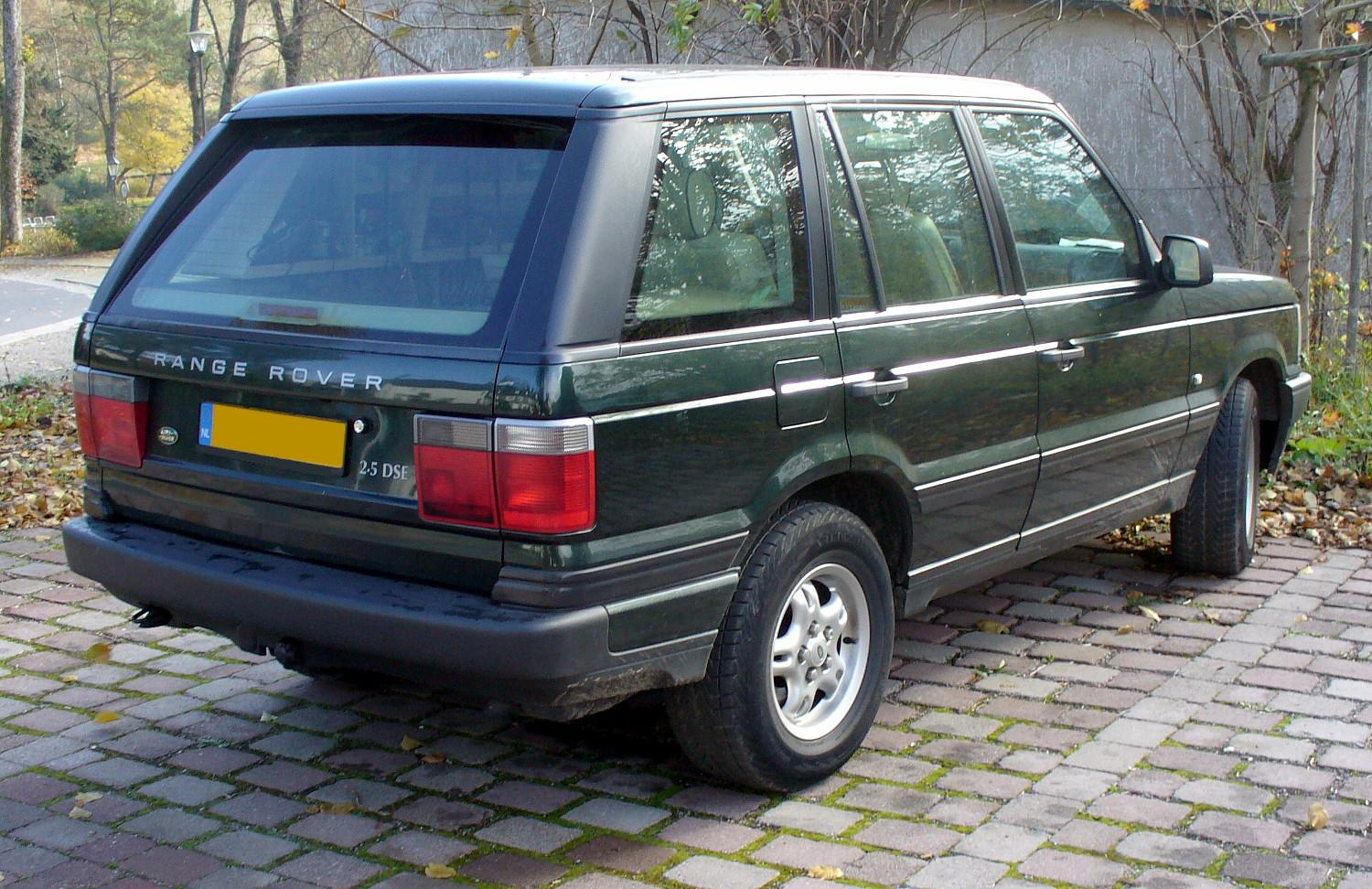
랜드로버 레인지 로버(후기형) 후측면

## 3세대(L322)

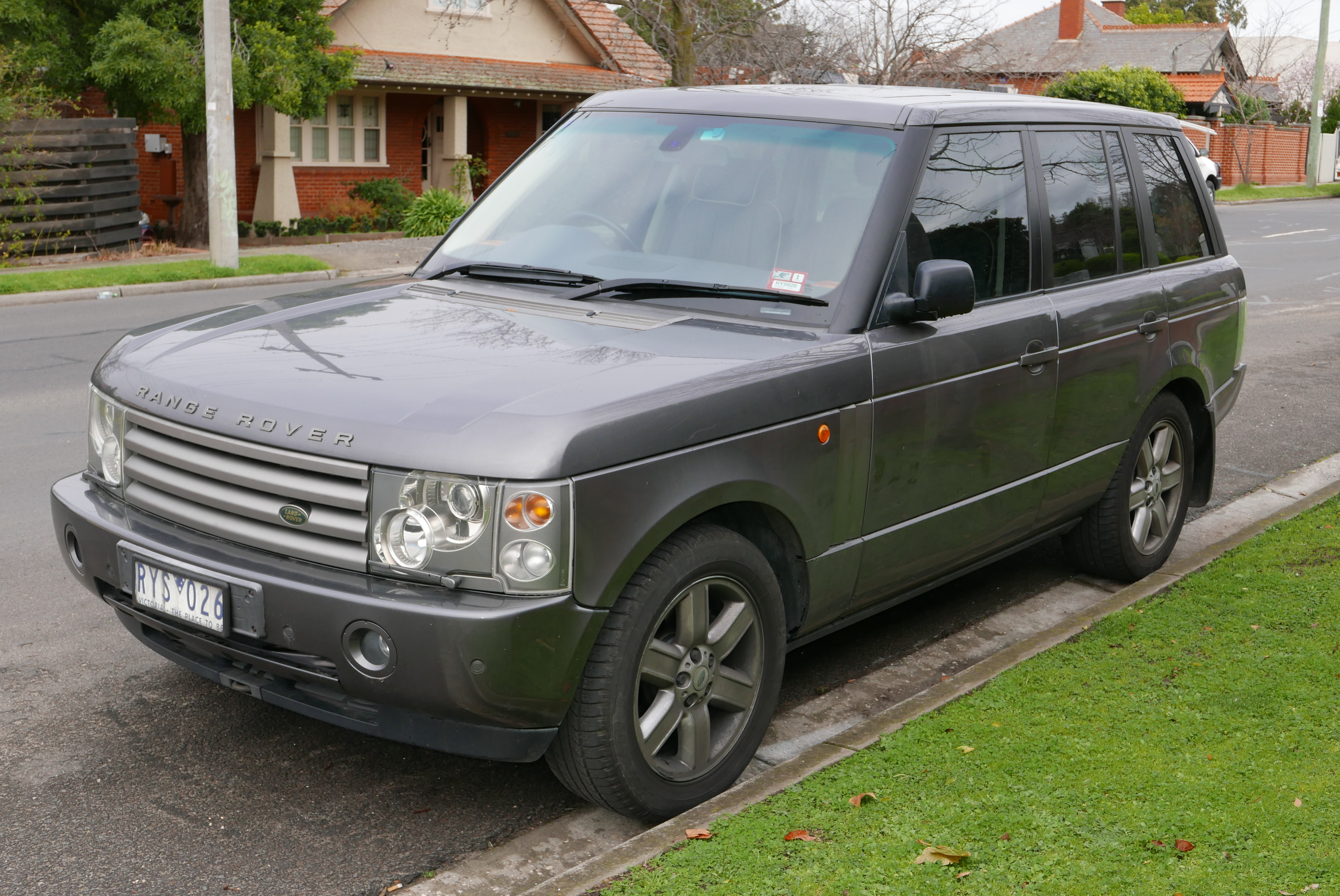
랜드로버 레인지 로버(전기형) 정측면

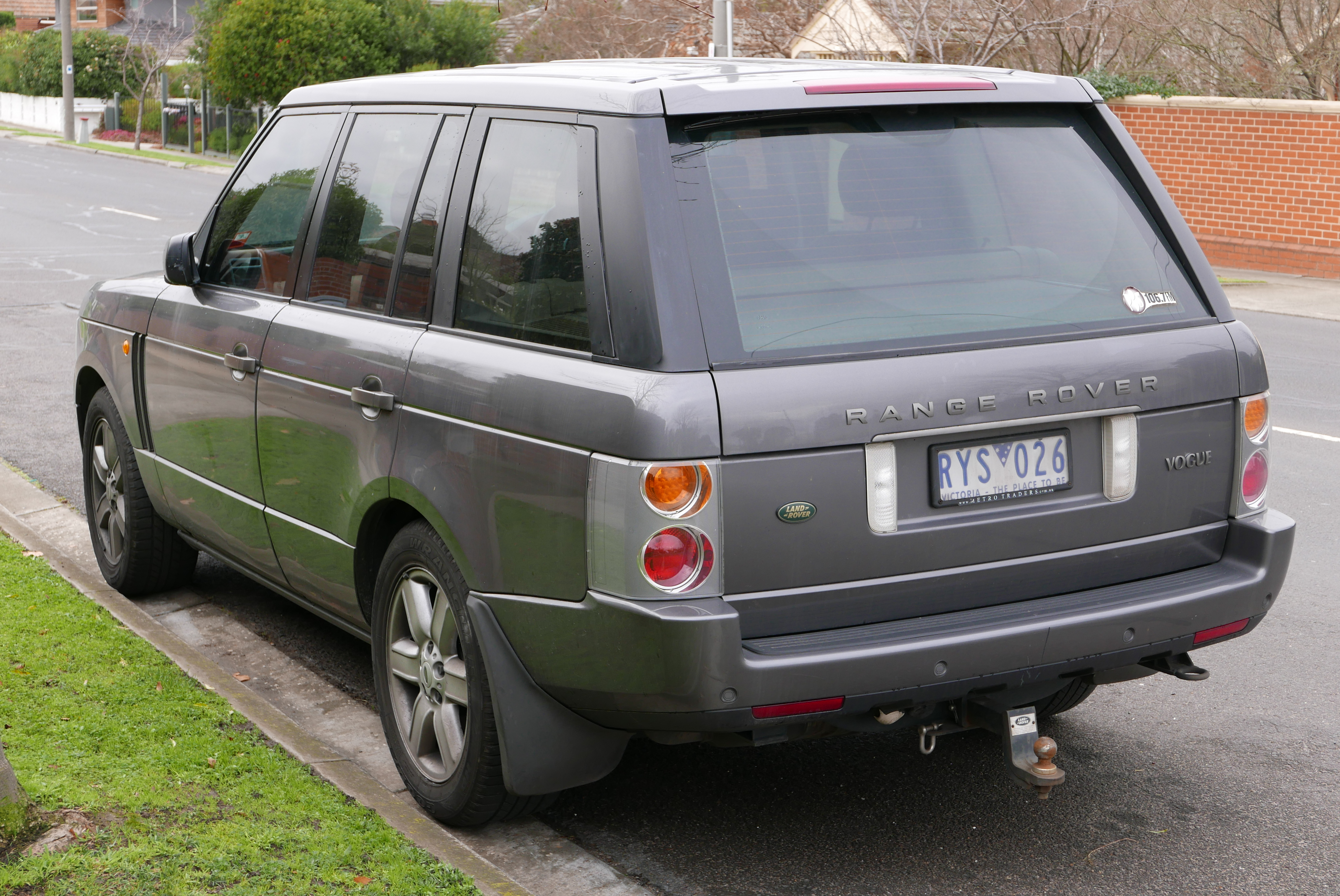
랜드로버 레인지 로버(전기형) 후측면

2002년 1월에 출시된 3세대는 4륜구동 시스템의 진화와 혁신을 불러온 세대로 꼽힌다. 1세대의 원형을 복원하여 전형적인 레인지 로버로 탈바꿈하였다. 출시 이전에 BMW에서 3세대의 개발에 참여하였는데, 첨단 전자장비를 7 시리즈와 공유하였다. 이 당시 랜드로버는 3세대 레인지로버의 출시를 앞두고 포드에 넘어간 상태였다. 출시 당시에 미국에 SUV 붐이 불어닥쳐 2세대에서 3세대까지 넘어간 시간은 8년으로, 1세대에서 2세대로 넘어가는 시간에 비해 짧았다. 4륜 독립 에어 서스펜션을 적용하여 오프로드 성능과 승차감을 동시에 높였으며, 엔진은 초기에 BMW와 공유하는 V8 4.4ℓ 가솔린 엔진, V6 3.0ℓ 디젤 엔진 등 2가지를 사용하였다. 여기에 5단 자동변속기를 조합하였다. 2005년에 한 차례 부분 변경을 거쳐 헤드 램프 형상과 라디에이터 그릴 부위가 변경되었고, 파워트레인을 디스커버리와 공유하게 된다. 이 때 재규어와 공유하는 V8 4.2ℓ 가솔린 슈퍼차저 엔진, V8 4.4ℓ 가솔린 엔진으로 변경되었다. 이듬해에는 ZF 6단 자동변속기로 변경되었다. 2007년에는 한 차례 부분 변경을 거쳐 V8 3.6ℓ 디젤 트윈 터보 엔진을 장착하였으며, 이 때부터 주차 브레이크도 페달(족동)식에서 전자식으로 바뀌었다. 2010년 8월부터 V8 디젤 엔진의 배기량이 4.4ℓ로 뛰어올랐으며, 그와 동시에 출력도 313마력으로 대거 올랐다. 여기에 8단 자동변속기가 조합되어 성능을 더욱 극대화시켰다. 역대 레인지 로버 세대 중에서 사막의 롤스로이스라는 별명을 얻은 세대이기도 하다. 2012년 가을에 생산이 중단되었으며, 대한민국에서는 2002년 9월부터 2012년까지 판매되었다.

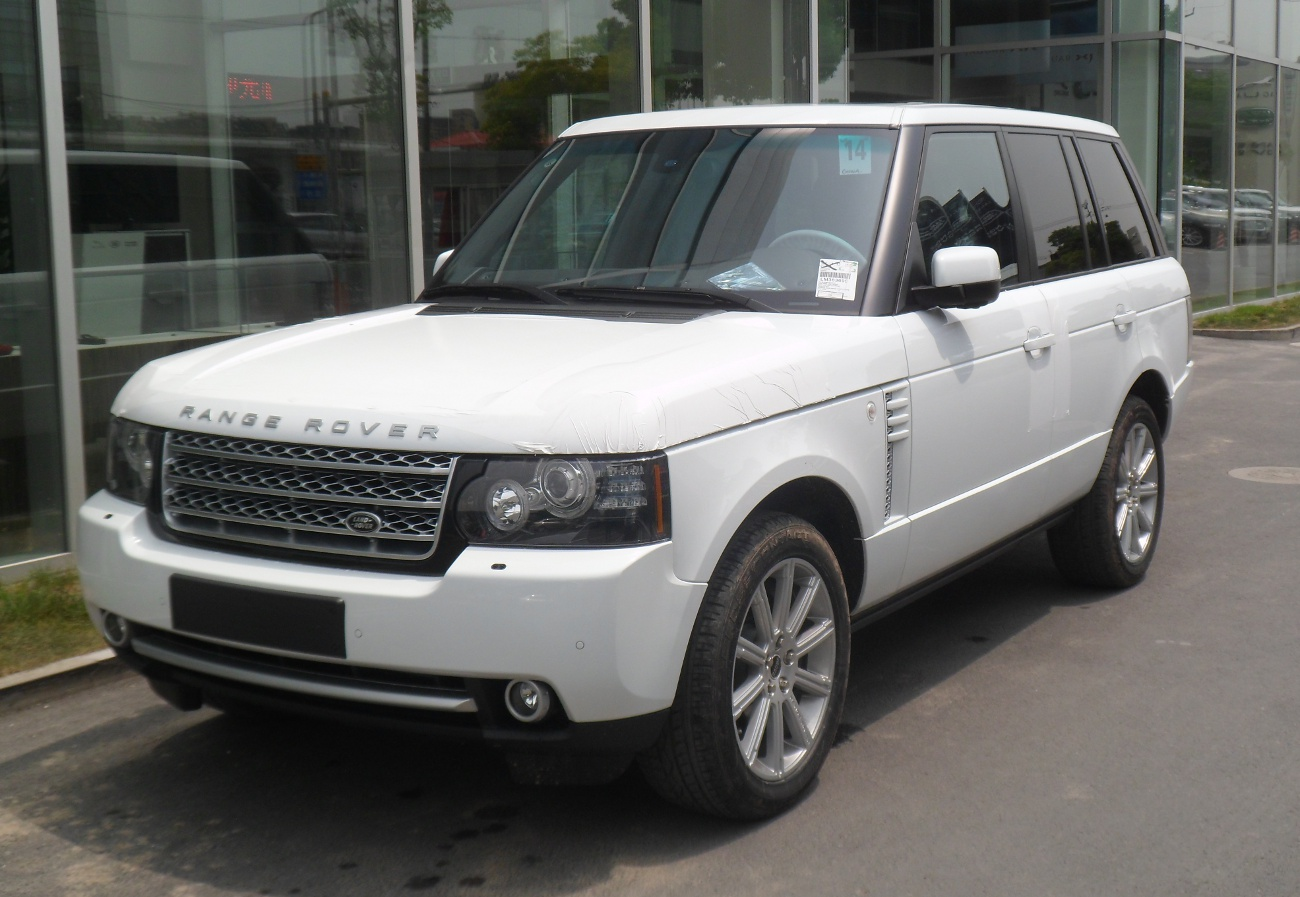
랜드로버 레인지로버 3세대(후기형) 정측면
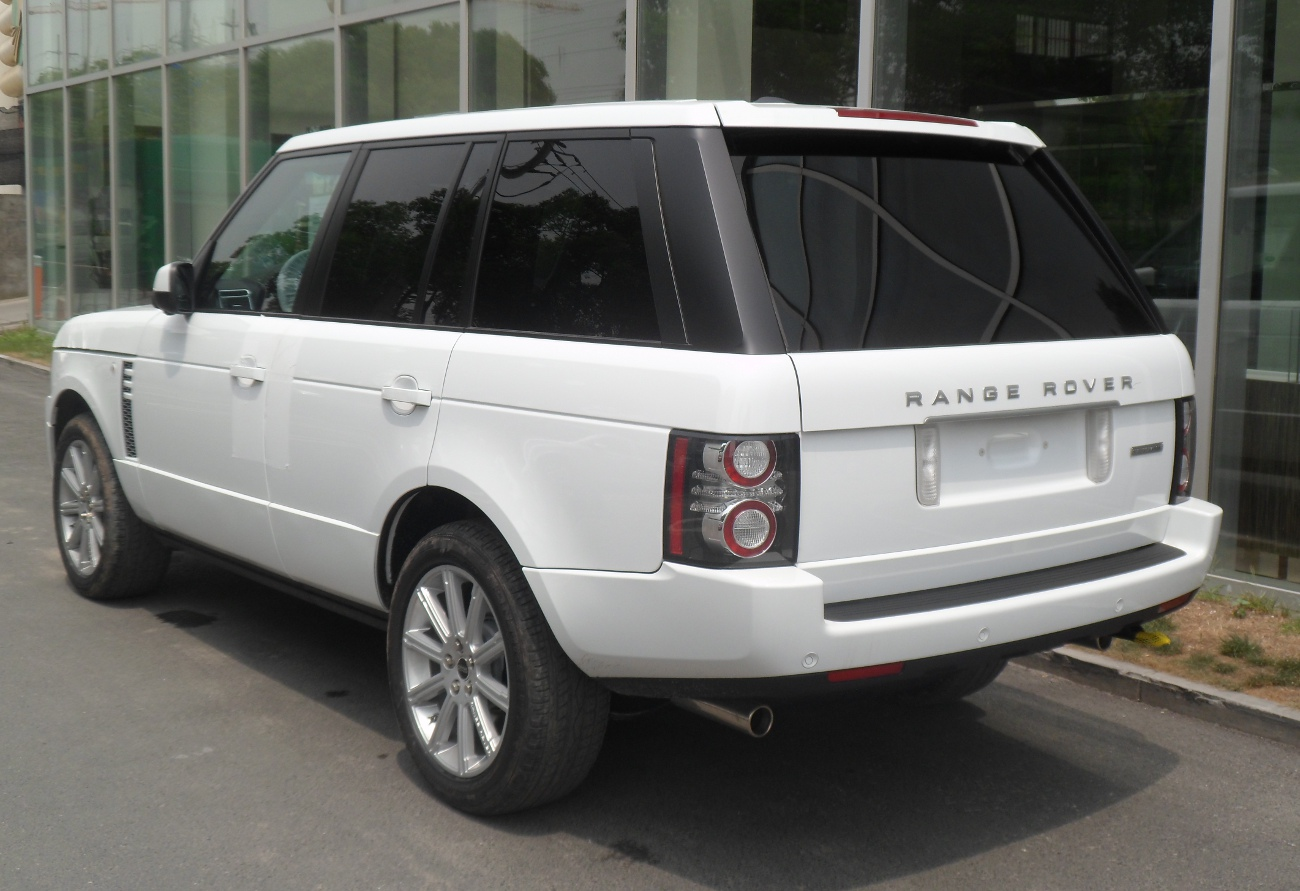
랜드로버 레인지로버 3세대(후기형) 후측면

## 4세대(L405)

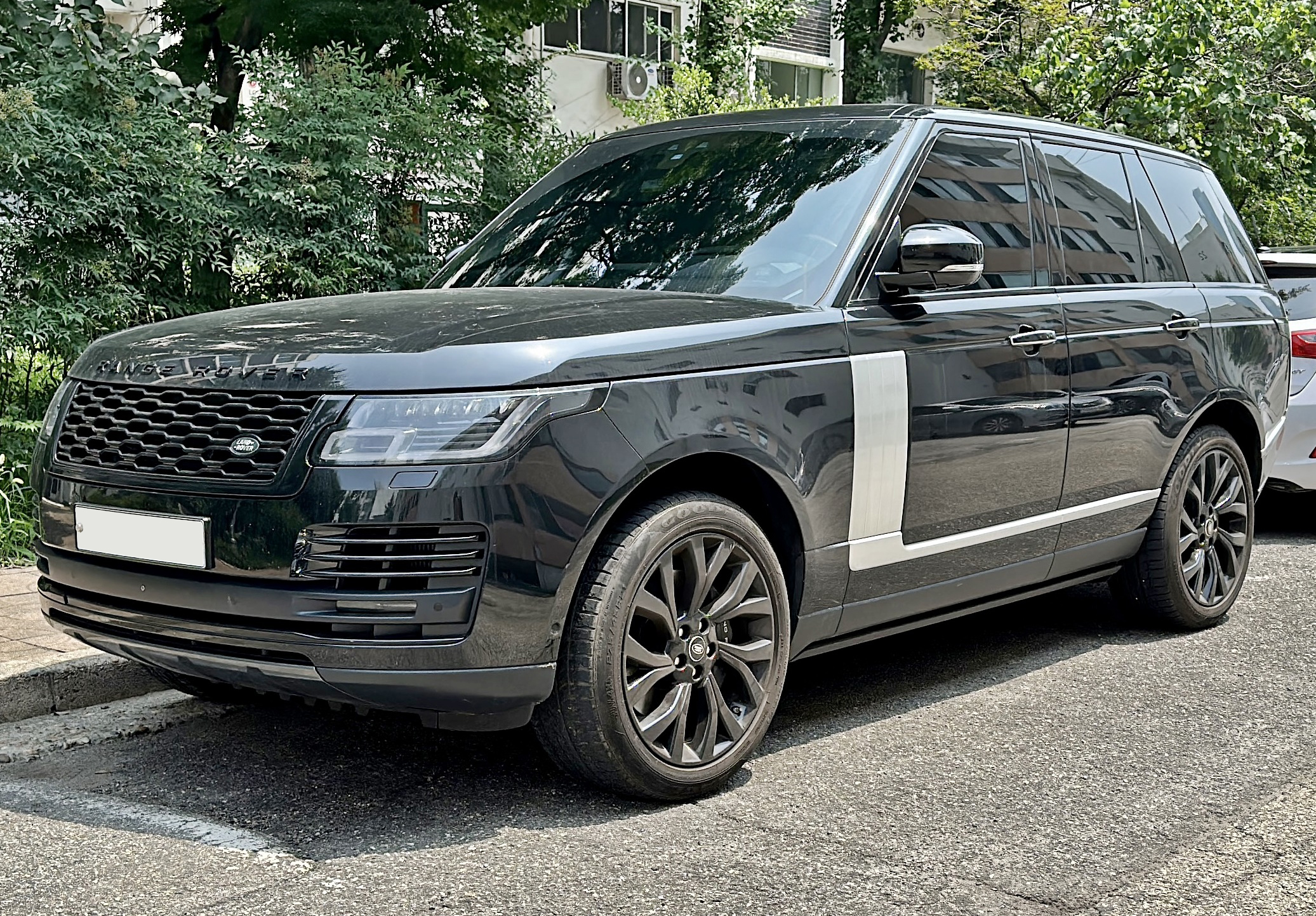
랜드로버 레인지 로버 정측면

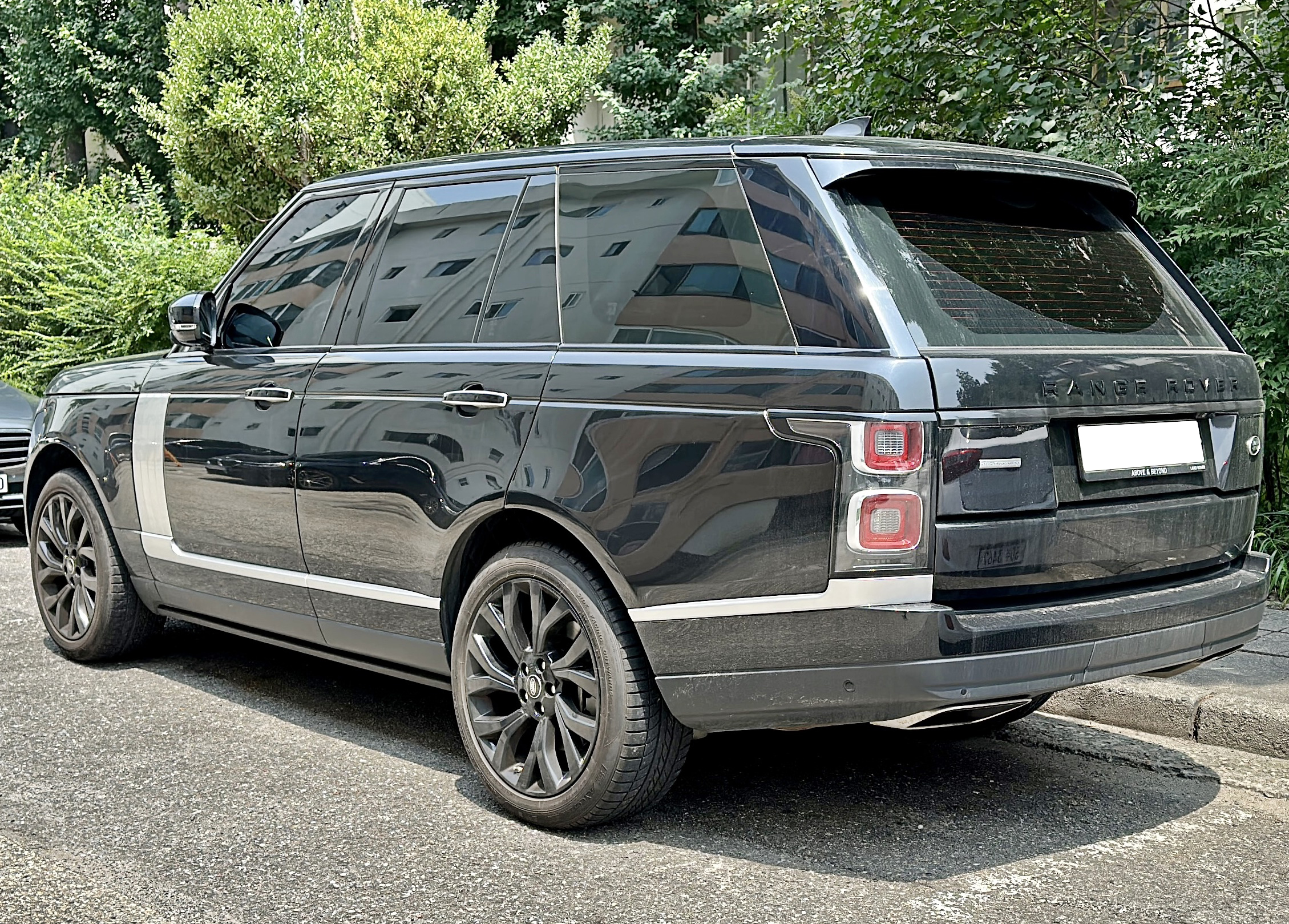
랜드로버 레인지 로버 후측면

2012년 9월에 파리 모터쇼를 통해 첫 선을 보였고, 섀시가 알루미늄-모노코크 타입으로 바뀌었다. 알루미늄 합금 사용을 늘림과 동시에 엔진과 변속기에서도 100kg 가량을 줄였는데, 이로 통해 3세대에 비하여 420kg나 차체 무게를 감량하여 차량 중량은 최소 2,160kg를 자랑했다. 엔진은 더욱 강력해진 LR-V8 5.0ℓ 가솔린 엔진, LR-V8 5.0ℓ 가솔린 슈퍼차저 엔진, V6 3.0ℓ 가솔린 엔진, V6 3.0ℓ 디젤 터보차저 엔진, V8 4.4ℓ 디젤 터보차저 엔진 등 5가지 엔진이 장착되었다. 여기에 ZF제 8단 자동변속기를 조합한다. 5가지 모드가 제공되는 드라이브 셀렉트와 전자동 2단 파워 테일 게이트 등 첨단 사양이 적용되었고, 고급스러운 마무리를 통해 럭셔리 SUV의 정의를 정립시켰다. 2013년에는 하이브리드 사양이 프랑크푸르트 모터쇼에서 공개되었다. V6 3.0ℓ 디젤 엔진에 전기 모터를 조합한 방식으로, 이듬해인 2014년부터 판매를 시작하였다.
대한민국에는 2013년 2월부터 공식 수입이 시작되었다. 2015년 4월에 서울 모터쇼를 통하여 하이브리드 사양이 공개되었고, 같은 해 5월부터 판매에 들어갔다. 2018년에 부분변경을 거쳤다. 쿠페는 레인지로버 출시 40주년 기념으로 999대만 출시하기로 했다가, 출시가 취소됐다.

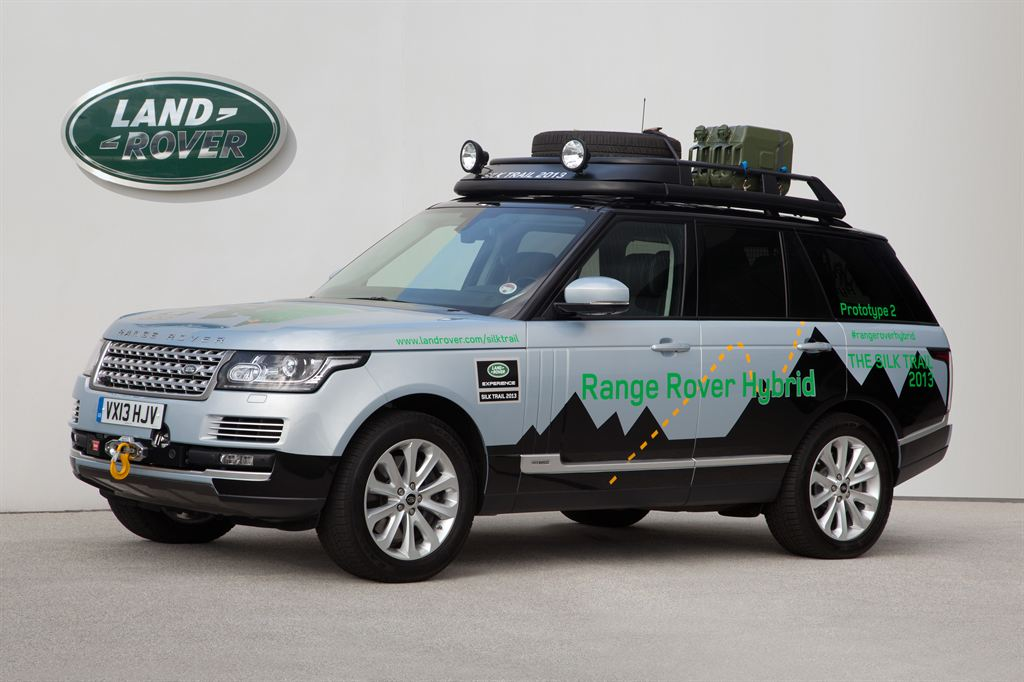
랜드로버 레인지 로버 하이브리드 정측면
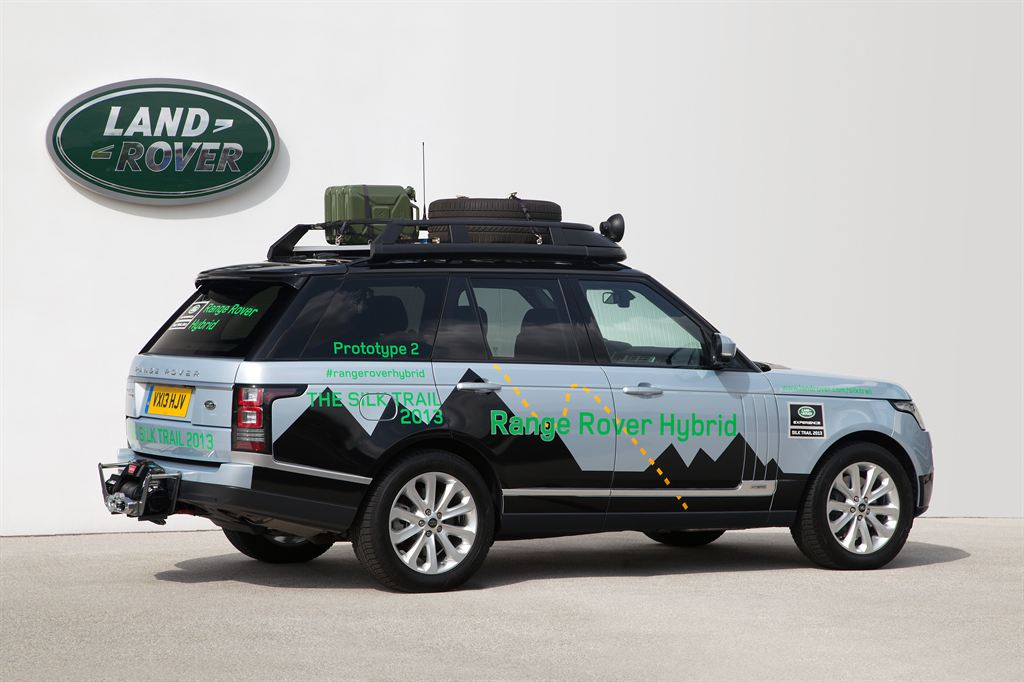
랜드로버 레인지 로버 하이브리드 후측면

## 5세대

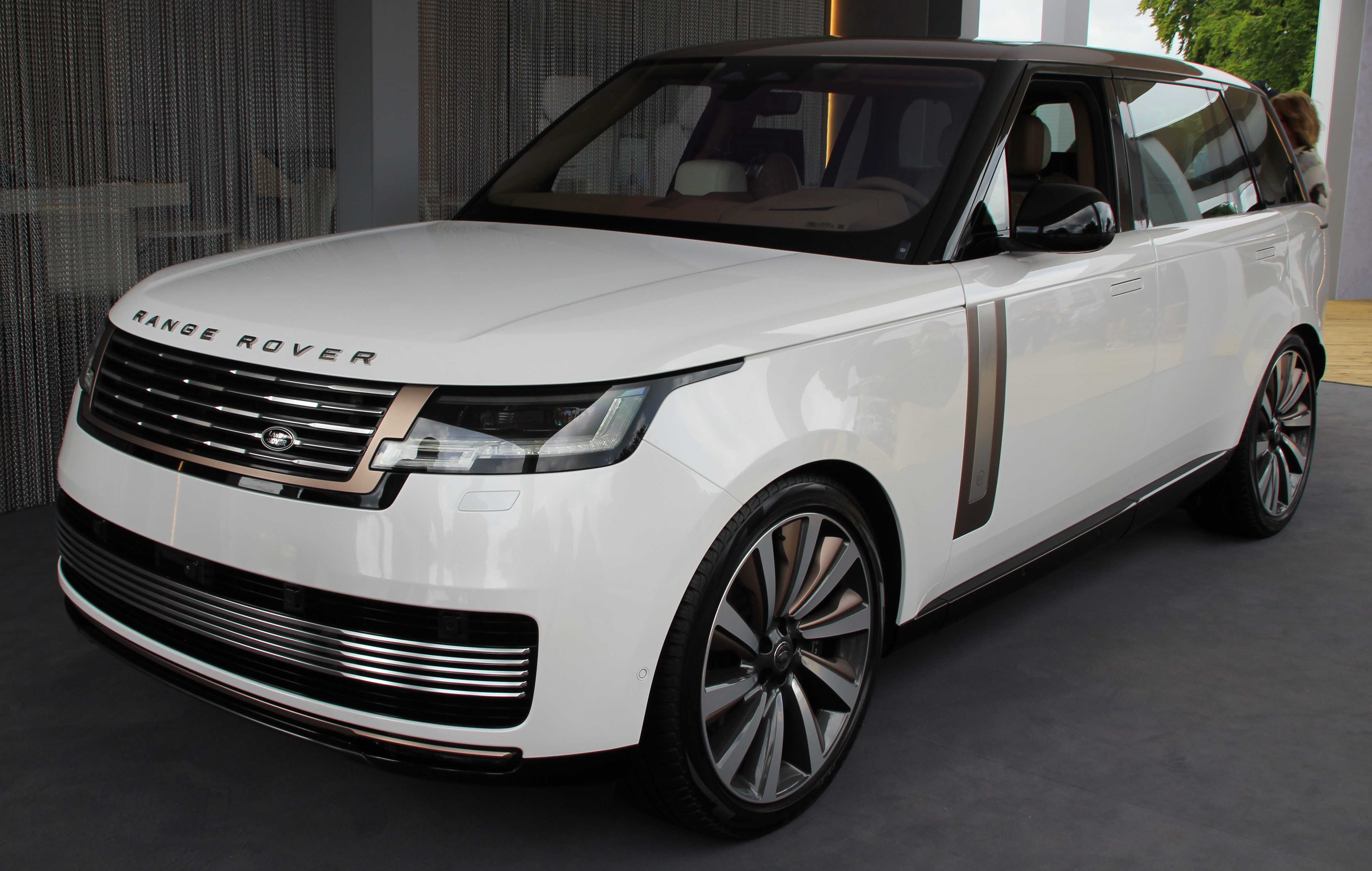
랜드로버 레인지 로버 정측면

2021년 10월 27일에 첫 공개됐으며, 대한민국에는 2022년 8월 23일에 출시했다. 4세대처럼 롱 휠베이스형도 나오며, 롱 휠베이스형에는 5인승 외에 7인승도 선택할 수 있다. 엔진은 BMW제 530마력 V8 4.4리터 가솔린 트윈터보 엔진과 350마력 직렬 6기통 커먼레일 디젤 엔진이 장착되며, 자동변속기는 ZF의 8단을 유지한다. 디젤 모델에는 마일드 하이브리드가 적용된다. 이후 550마력 L6 3.0 가솔린 플러그인 하이브리드(P550e)를 추가했으며, 랜드로버 측은 플러그인 하이브리드에 급속 충전을 지원한다고 밝혔고 대한민국 판매분에도 DC콤보-1 급속충전구가 적용된다. 전기 충전구는 좌핸들 사양 기준으로, 운전석 방향의 리어 펜더에 있다. 대한민국 복합연비는 L6 3.0 커먼레일 디젤 10.1km/L, V8 4.4 가솔린 트윈터보 6.8km/L다. 가격은 영국 돈으로 £93,300. 추후 EV(레인지로버 일렉트릭)도 출시할 예정이다.
2024년식부터 V8 4.4리터 가솔린 트윈터보 엔진에는 마일드 하이브리드를 추가한다.
컬리넌, 벤테이가, 우루스 등 고급 브랜드 라이벌이 급증하자, 랜드로버 자체에서도 레인지로버의 격을 높이기 위해 SV 세레니티라는 트림을 출시할 예정이다. SV 트림에는 V8 4.4리터 가솔린 트윈터보 엔진의 출력을 615마력으로 올렸다.